# M90A3
M90A3直筒望远镜是一种轻质，密封，和固定焦点的光学仪器，装备了弹道型十字线，可以从M186望远镜支架上快速的插入和取出。该支架可装备于M119A2榴弹炮的左侧。LED照明套件可以为了夜间和弱光时提供十字线照明。
| 重量 | 1磅      |
| 长度 | 6 ¼英寸  |
| 宽度 | 2 ¾ 英寸 |
| 放大 | 3x       |
| 视野 | 10°      |
| 偏转 | 30-0-30  |